# Phyllanthus riedelianus
Phyllanthus riedelianus är en emblikaväxtart som beskrevs av Johannes Müller Argoviensis. Phyllanthus riedelianus ingår i släktet Phyllanthus och familjen emblikaväxter. Inga underarter finns listade i Catalogue of Life.